# Suíça nos Jogos Olímpicos de Inverno de 2018
A Suíça participou dos Jogos Olímpicos de Inverno de 2018, realizados na cidade de Pyeongchang, na Coreia do Sul.
O país disputa as Olimpíadas de Inverno desde a sua primeira edição, em 1924 em Chamonix, França. Nessa edição contou com uma delegação de 168 atletas que compeiram em quatorze dos quinze esportes do programa olímpico (só não classificou atletas na patinação de velocidade em pista curta), sendo a sua maior delegação já enviada a uma edição dos Jogos Olímpicos de Inverno.

## Medalhas
| Atleta                                                                   | Esporte             | Evento                | Medalha |
| ------------------------------------------------------------------------ | ------------------- | --------------------- | ------- |
| Dario Cologna                                                            | Esqui cross-country | 15 km livre masculino | Ouro    |
| Sarah Höfflin                                                            | Esqui estilo livre  | Slopestyle feminino   | Ouro    |
| Michelle Gisin                                                           | Esqui alpino        | Combinado feminino    | Ouro    |
| Luca Aerni Denise Feierabend Wendy Holdener Daniel Yule Ramon Zenhäusern | Esqui alpino        | Equipes mistas        | Ouro    |
| Sébastien Toutant                                                        | Snowboard           | Big air masculino     | Ouro    |
| Jenny Perret Martin Rios                                                 | Curling             | Duplas mistas         | Prata   |
| Beat Feuz                                                                | Esqui alpino        | Super-G masculino     | Prata   |
| Wendy Holdener                                                           | Esqui alpino        | Slalom feminino       | Prata   |
| Mathilde Gremaud                                                         | Esqui estilo livre  | Slopestyle feminino   | Prata   |
| Marc Bischofberger                                                       | Esqui estilo livre  | Ski cross masculino   | Prata   |
| Ramon Zenhäusern                                                         | Esqui alpino        | Slalom masculino      | Prata   |
| Beat Feuz                                                                | Esqui alpino        | Downhill masculino    | Bronze  |
| Wendy Holdener                                                           | Esqui alpino        | Combinado feminino    | Bronze  |
| Fanny Smith                                                              | Esqui estilo livre  | Ski cross feminino    | Bronze  |
| Benoît Schwarz Claudio Pätz Peter de Cruz Valentin Tanner Dominik Märki  | Curling             | Masculino             | Bronze  |

Legenda
| Recorde mundial      | Recorde mundial (World record)               |                       | Recorde africano                      | Recorde africano (African) |                                           | Q | Classificado por posição (Qualified) |
| Recorde olímpico     | Recorde olímpico (Olympic record)            | Recorde da América    | Recorde da América (Americas)         | q                          | Classificado por melhor tempo (Qualified) |   |                                      |
| Melhor marca do ano  | Melhor marca do ano (World leading)          | Recorde asiático      | Recorde asiático (Asian)              | DNS                        | Não largou (Did not start)                |   |                                      |
| Recorde nacional     | Recorde nacional (National record)           | Recorde europeu       | Recorde europeu (European)            | DNF                        | Não terminou (Did not finish)             |   |                                      |
| Recorde pessoal      | Recorde pessoal do atleta (Personal best)    | Recorde da Oceania    | Recorde da Oceania (Oceania)          | DSQ / DQ                   | Desclassificado (Disqualified)            |   |                                      |
| Recorde da temporada | Recorde da temporada do atleta (Season best) | Recorde sul-americano | Recorde sul-americano (South America) | NM                         | Sem marca (No mark)                       |   |                                      |